# Multai
Multai là một thị xã và là một nagar panchayat của quận Betul thuộc bang Madhya Pradesh, Ấn Độ.

## Địa lý
Multai có vị trí 21°46′B 78°15′Đ / 21,77°B 78,25°Đ Nó có độ cao trung bình là 749 mét (2457 feet).

## Nhân khẩu
Theo điều tra dân số năm 2001 của Ấn Độ, Multai có dân số 21.428 người. Phái nam chiếm 52% tổng số dân và phái nữ chiếm 48%. Multai có tỷ lệ 74% biết đọc biết viết, cao hơn tỷ lệ trung bình toàn quốc là 59,5%: tỷ lệ cho phái nam là 79%, và tỷ lệ cho phái nữ là 68%. Tại Multai, 13% dân số nhỏ hơn 6 tuổi.